# Seznam židovských památek ve Zlínském kraji
Toto je seznam židovských památek v Zlínském kraji aktuální k roku 2011, ve kterém jsou uvedeny židovské památky v oblasti Zlínského kraje.
| Název                                     | Obrázek                         | Místo                                                 | Okres            | Druh             | Galerie Commons                                                          | Popis památky a přístup |
| ----------------------------------------- | ------------------------------- | ----------------------------------------------------- | ---------------- | ---------------- | ------------------------------------------------------------------------ | --- |
| Židovský hřbitov v Brumově                | ŽH Brumov                       | Brumov (49°6′3″ s. š., 18°1′17″ v. d.)                | Zlín             | Židovský hřbitov | Kategorie „Jewish cemetery in Brumov-Bylnice“ na Wikimedia Commons       | Židovský hřbitov v Brumově je situován severně od města v polích nalevo od silnice vedoucí na Valašské Klobouky. Od roku 1964 je zanesen v seznamu národních kulturních památek. |
| Synagoga v Holešově                       | Synagoga Holešov                | Holešov (49°20′3″ s. š., 17°34′38″ v. d.)             | Kroměříž         | Synagoga         | Kategorie „Shah Synagogue in Holešov“ na Wikimedia Commons               | Šachova synagoga v Holešově leží severozápadně od náměstí Dr. E. Beneše v Příční ulici č.p. 135 byla postavena v renesančním stylu. |
| Židovský hřbitov v Holešově               | ŽH Holešov                      | Holešov (49°20′8″ s. š., 17°34′35″ v. d.)             | Kroměříž         | Židovský hřbitov | Kategorie „Jewish cemetery in Holešov“ na Wikimedia Commons              | Židovský hřbitov leží asi 300 m severozápadně od náměstí Dr. E. Beneše mezi ulicemi U Rusavy a Hankeho se vstupem z druhé jmenované ulice; v západní části se nachází tzv. rabínský pahorek s hroby rabínů a navštěvovanou tumbou rabína Šacha. |
| Synagoga v Koryčanech                     | Synagoga Koryčany               | Koryčany (49°6′25″ s. š., 17°9′53″ v. d.)             | Kroměříž         | Synagoga         | Kategorie „Synagogue in Koryčany“ na Wikimedia Commons                   | Bývalá synagoga v Koryčanech v domě č.p. 688 v dnešní Masarykově ulici asi 100 m severovýchodně od náměstí. |
| Židovský hřbitov v Koryčanech             | ŽH Koryčany                     | Koryčany (49°6′30″ s. š., 17°10′3″ v. d.)             | Kroměříž         | Židovský hřbitov | Kategorie „Jewish cemetery Koryčany“ na Wikimedia Commons                | Židovský hřbitov v Koryčanech se nachází na konci ulice Cihelny, asi 400 m severovýchodně od náměstí. Kulturní památka. |
| Separační zeď                             | Separační zeď                   | Kroměříž (49°17′51″ s. š., 17°23′48″ v. d.)           | Kroměříž         | Separační zeď    | Kategorie „Jewish community in Kroměříž“ na Wikimedia Commons            | Separační zeď dělící židovské město od města křesťanského, byla postavena na konci 17. století a několikrát upravována. Zachovala se jen její část s výklenky, v nichž bývaly barevné obrazy. |
| Synagogy v Kroměříži                      | Pamětní deska na místě synagogy | Kroměříž (49°17′54″ s. š., 17°23′58″ v. d.)           | Kroměříž         | Synagoga         | Kategorie „Jewish community in Kroměříž“ na Wikimedia Commons            | Ve městě stávaly celkem tři synagogy. Nejstarší asi ze 16. století (zbořena roku 1656), mladší z let 1689–1693 (zbořena roku 1921) a nejmladší z let 1909–1910 (zničena nacisty v roce 1942). |
| Židovské hřbitovy v Kroměříži             | ŽH Kroměříž                     | Kroměříž (49°17′6″ s. š., 17°23′12″ v. d.)            | Kroměříž         | Židovský hřbitov | Kategorie „Jewish cemetery in Kroměříž“ na Wikimedia Commons             | Ve městě byly celkem tři hřbitovy. Nejstarší asi ze 16. století (zlikvidován roku 1881), mladší z roku 1715 byl za okupace zdevastován nacisty. Nejmladší je z roku 1921, a i ten byl nacisty poničen. Nachází se v jižní části areálu městského hřbitova. |
| Židovská radnice v Kroměříži              | Židovská radnice Kroměříž       | Kroměříž (49°17′54″ s. š., 17°23′49″ v. d.)           | Kroměříž         | Židovská radnice | Kategorie „Jewish community in Kroměříž“ na Wikimedia Commons            | Židovská radnice ve městě Kroměříž v Moravcově ulici č.p. 259 pochází z let 1687-88. Sídlila zde i židovská škola. V letech 1974-80 byla budova rekonstruována a sídlil zde Školský úřad. () |
| Židovský hřbitov v Rožnově pod Radhoštěm  |                                 | Rožnov pod Radhoštěm (49°28′5″ s. š., 18°9′41″ v. d.) | Vsetín           | Židovský hřbitov |                                                                          | Židovský hřbitov v Rožnově p. R. stával v ulici Horní Kouty na severovýchodě města. Zanikl v 80. letech. |
| Synagoga v Uherském Hradišti              | Synagoga Uherské Hradiště       | Uherské Hradiště (49°4′13″ s. š., 17°27′43″ v. d.)    | Uherské Hradiště | Synagoga         | Kategorie „Bedřich Beneš Buchlovan Library“ na Wikimedia Commons         | Bývalá synagoga ve městě Uherské Hradiště ve Velehradské ulici č.p. 714 je secesní stavbou z roku 1875. Po druhé světové válce byla využívána jako městská knihovna Bedřicha Beneše Buchlovana. Roku 1999 proběhla částečná rekonstrukce od škod, které způsobily povodně v roce 1997. Středověká synagoga beze stopy zanikla po roce 1514. (zdroj) |
| Židovský hřbitov v Uherském Hradišti      | ŽH Uherské Hradiště             | Uherské Hradiště (49°3′25″ s. š., 17°28′3″ v. d.)     | Uherské Hradiště | Židovský hřbitov | Kategorie „Jewish cemetery in Uherské Hradiště“ na Wikimedia Commons     | Bývalý židovský hřbitov se nachází ve městě Uherské Hradiště v parku na jižním konci Větrné ulice při třídě Maršála Malinovského. Středověký hřbitov zanikl beze stopy po roce 1514, nový hřbitov z roku 1879 zničený nacisty dnes připomíná pomník. |
| Nový židovský hřbitov v Uherském Brodě    | Nový ŽH Uherský Brod            | Uherský Brod (49°1′31″ s. š., 17°39′16″ v. d.)        | Uherské Hradiště | Židovský hřbitov | Kategorie „New Jewish cemetery in Uherský Brod“ na Wikimedia Commons     | Nový židovský hřbitov ve městě Uherský Brod po levé straně ulice Neradice vedoucí dál na severovýchod na Biskupice, naproti pivovaru Janáček. V obřadní síni jsou umístěny pamětní desky se jmény obětí nacismu z oblasti. |
| Starý židovský hřbitov v Uherském Brodě   | Starý ŽH Uherský Brod           | Uherský Brod (49°1′18″ s. š., 17°38′49″ v. d.)        | Uherské Hradiště | Židovský hřbitov | Kategorie „Old Jewish cemetery in Uherský Brod“ na Wikimedia Commons     | Bývalý Starý židovský hřbitov ve městě Uherský Brod leží cca 700 m JZ od hřbitova nového, v ulici Pod Valy na východ od železničního nádraží. Během nacistické okupace byl zdevastován. Na původním místě jsou jen torza zlomených náhrobků a památník. |
| Židovský hřbitov v Uherském Ostrohu       | ŽH Uherský Ostroh               | Uherský Ostroh (48°59′6″ s. š., 17°24′11″ v. d.)      | Uherské Hradiště | Židovský hřbitov | Kategorie „Jewish cemetery in Uherský Ostroh“ na Wikimedia Commons       | Židovský hřbitov ve městě Uherský Ostroh (tzv. Nový) pochází z roku 1862. Nachází se při Veselské ulici v areálu městského hřbitova. |
| Památník holocaustu ve Valašském Meziříčí | ŽH Valašské Meziříčí            | Valašské Meziříčí (49°28′23″ s. š., 17°58′11″ v. d.)  | Vsetín           | Památník         | Kategorie „Holocaust memorial in Valašské Meziříčí“ na Wikimedia Commons | Památník holocaustu ve městě Valašské Meziříčí stojí ve Vodní ulici od roku 2004. Na mramorové desce je vytesáno 150 jmen obětí holocaustu a nahoře stojí prostorově ztvárněná Davidova hvězda. |
| Židovský hřbitov ve Valašském Meziříčí    | ŽH Valašské Meziříčí            | Valašské Meziříčí (49°29′15″ s. š., 17°57′55″ v. d.)  | Vsetín           | Židovský hřbitov | Kategorie „Jewish cemetery in Valašské Meziříčí“ na Wikimedia Commons    | Židovský hřbitov ve městě Valašské Meziříčí existuje jako oddělení místního vojenského hřbitova v Masarykově ulici. Tvoří jej symbolická skupina náhrobků jako zbytek hřbitova z r. 1870, který byl zrušen po 2. svět. válce, obřadní síň slouží komunálnímu hřbitovu. V městské části Krásno nad Bečvou byla synagoga z roku 1867 zbořena asi po roce 1960. (zdroj) |
| Synagoga ve Velkých Karlovicích           |                                 | Velké Karlovice (49°21′44″ s. š., 18°18′18″ v. d.)    | Vsetín           | Synagoga         |                                                                          | Bývalá soukromá synagoga v obci Velké Karlovice se nacházela v tzv. Panském domě (nyní č.p. 970) a využívána byla až do 2. světové války židovskými obyvateli Velkých Karlovic a okolí. (zdroj[nedostupný zdroj]) Nyní v něm sídlí soukromá pila. |
| Židovský hřbitov ve Velkých Karlovicích   | ŽH Velké Karlovice              | Velké Karlovice (49°21′50″ s. š., 18°16′48″ v. d.)    | Vsetín           | Židovský hřbitov |                                                                          | Židovský hřbitov v obci Velké Karlovice se nachází v SZ části obce nalevo od silnice vedoucí na Hutisko-Solanec a je ohrazen dřevěným plotem (zdroj) a stála na něm márnice. (zdroj[nedostupný zdroj]) Datuje se od roku 1887, (zdroj) poslední pohřeb se zde konal roku 1938. Šest pomníků bylo přivezeno ze židovského hřbitova v Rožnově pod Radhoštěm, který se rušil. Nachází se zde mj. hrobka Salomona Reicha, který založil místní sklárnu.(zdroj) V současnosti je ve správě ŽNO v Ostravě. (zdroj[nedostupný zdroj]) |
| Synagoga ve Vizovicích                    |                                 | Vizovice (49°13′10″ s. š., 17°51′7″ v. d. ?)          | Zlín             | Synagoga         |                                                                          | Bývalá synagoga ve městě Vizovice byla přestavěna k obytným účelům. (zdroj) |
| Židovský hřbitov Vsetín                   |                                 | Vsetín (49°20′33″ s. š., 17°59′41″ v. d.)             | Vsetín           | Židovský hřbitov |                                                                          | Židovský hřbitov ve městě Vsetín se nachází severně od Vsetínské Bečvy a SZ od zámku v sousedství komunálního hřbitova. Založen byl v roce 1888 a pohřbívalo se zde do 2. světové války. (zdroj) Obřadní síň využívá Církev československá husitská. (zdroj) U vchodu do areálu je umístěna pamětní deska židovským obětem nacismu s Davidovou hvězdou. (zdroj) |
| Židovský hřbitov ve Zlíně                 | ŽH Zlín                         | Zlín (49°12′0″ s. š., 17°39′38″ v. d.)                | Zlín             | Židovský hřbitov | Kategorie „Jewish cemetery in Zlín“ na Wikimedia Commons                 | Židovský hřbitov se 13 hroby je situován asi 2 km jižně od centra města Zlín nalevo při silnici na Březnici jako sekce v SZ části Lesního hřbitova (zdroj) od 30. let 20. století. (zdroj). Od roku 2009 je od křesťanského hřbitova oddělen plotem a zdobí jej mramorová deska. (zdroj[nedostupný zdroj]). |

Vysvětlivky k tabulce
- Památky jsou řazeny podle abecedního pořadí Místa
- Název - název článku na Wikipedii, abecedně dle místa, poklikem na nadpis lze třídit
- Obrázek - existující obrázek nahraný na Commons
- Místo - nejbližší město, obec nebo vesnice, v závorce GPS - poloha památky dle Global Positioning System, lze třídit
- Okres - okres, ve kterém se místo nachází, lze třídit
- Druh - druh památky, např. židovský hřbitov nebo synagoga, lze třídit
- Galerie Commons - odkaz na Commons na existující kategorii s fotografiemi
- Popis památky a přístup - název s podrobnostmi polohy, přístupnost pro návštěvu nebo informace, kde je možné si vypůjčit klíč, je-li památka zamknutá